# Muchówek
Muchówek (niem. Klein Mochau) – kolonia w Polsce, położona w województwie dolnośląskim, w powiecie jaworskim, w gminie Bolków
Do 2023 r. miejscowość była przysiółkiem wsi Lipa.
Miejscowość leży na pograniczu Pogórza Kaczawskiego i Pogórza Wałbrzyskiego w Sudetach, na północ od wsi Lipa.
W latach 1975–1998 przysiółek administracyjnie należał do województwa jeleniogórskiego.

## Szlaki turystyczne
- czerwony – Szlakiem Zamków prowadzący z Bolkowa do Bolkowa przez wsie: Wolbromek, Kłaczyna, Świny, Gorzanowice, Jastrowiec, Lipa, Muchówek, Radzimowice, Mysłów, Płonina, Pastewnik Górny, Wierzchosławice.